# Gallifrey
Gallifrey is een planeet in de fictie rond Doctor Who. Gallifrey is de thuisplaneet van de Time Lords, en de planeet waar De Doctor geboren is. 

## Geschiedenis
Tijdens de Last Great Time War (de ultieme strijd tussen de Time Lords en de Daleks) worden Gallifrey en Skaro (de planeet van de Daleks) door de Doctor vernietigd. Dit wordt in een latere aflevering van de serie ongedaan gemaakt. Hierdoor weten een aantal Time Lords te overleven in een soort van tussenruimte. 
Op Gallifrey is de concentratie zuurstof in de lucht iets lager dan op aarde. Dat verklaart waarom de Doctor altijd hyperactief is op aarde. Een beetje meer zuurstof maakt hem helemaal hyper. Op Gallifrey is het gras oranje. Ook heeft de planeet twee zonnen. Gallifrey is ongeveer 5x groter dan de aarde.